# Industriewijk
De Industriewijk in Vaassen in de Nederlandse gemeente Epe is aangelegd in de jaren 60 van de 20e eeuw. De woningen werden gebouwd om huisvesting te bieden aan de arbeiders die in de twee grote Vaassense ijzergieterijen werkten, de 'Vulcanus' en de 'Industrie'. Daarnaast bestaat de wijk uit drie flatgebouwen met appartementen.

## Straatnamen
- Max de Leuwstraat
- Teunis van Lohuizenstraat
- Jan Hamerstraat
- Meester Meesstraat
- Meester Tiemanstraat
- Suikerbrink